# Joan de Mallorca
Joan de Mallorca (? - 1374?) fou un fill il·legítim de l'Infant Ferran de Mallorca i d'una dama desconeguda. Era germà del rei Jaume III de Mallorca.

## Biografia
Es desconeix la data del seu naixement. L'any 1344 es trobava al costat del seu germà Jaume III durant la campanya del Rosselló. Joan fou un dels nobles que participà en nom del rei de Mallorca en el desafiament contra Pere de Xèrica, junt amb Artal de Pallars, Pere Ramon de Codalet i Berenguer d'Oms entra d'altres. Pere de Xèrica havia estat l'encarregat de negociar amb Jaume III les condicions per a la seva rendició. En el moment en què Jaume III es presentava davant del rei d'Aragó per deposar les armes, afirmà que les condicions no eren les que s'havien negociat i acusà Pere de Xèrica d'haver-li mentit. L'acusació acabà en un desafiament personal entre Jaume III i diversos dels seus nobles i Pere de Xèrica i altres homes del rei d'Aragó. Sembla que l'enfrontament no s'arribà a produir per mediació del rei d'Aragó.
L'any 1345, tement una possible invasió de Jaume III a l'illa, el governador de Mallorca, Felip de Boïl oferia una recompensa de 500 florins d'or per la captura de Joan, viu o mort, igual que pels seus germans Sanxo, Pagà i Vidal.
| « | Encara que tot hom de qualque condició, lig, nació o stament, qui pendra e metra en poder de la cort, morts o vius, per qualsevol manera, los Nobles en Sanxo, en Paga, en Johan e en Vidal, frares del dit senyor de Montpesller, haura per premi e guardo per cascu D florins dor. (A.R.M. A.H-7, fols. 83r-v) | » |

Joan s'hauria casat amb Constança d'Eslava vers l'any 1350 i moria abans de l'any 1374. En algun cas ha estat confós amb un fill de Jaume III.